# 南幌延駅
南幌延駅（みなみほろのべえき）は、北海道（宗谷総合振興局）天塩郡幌延町字開進にあった北海道旅客鉄道（JR北海道）宗谷本線の駅（廃駅）である。電報略号はミホ。事務管理コードは▲121840。駅番号はW70。

## 歴史

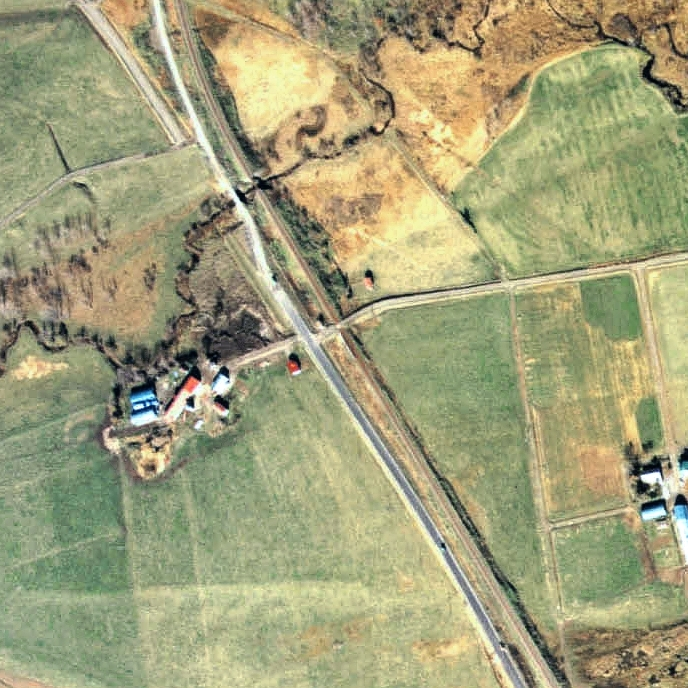
1977年の南幌延駅と周囲約500m範囲。上が稚内方面。稚内側に踏切と、その道路を挟んで待合室がある。横を並行して道道256号が走っている。

- 1959年（昭和34年）11月1日：日本国有鉄道（国鉄）宗谷本線の安牛駅 - 上幌延駅間に新設開業[2][3]。旅客のみ取り扱い。
- 1987年（昭和62年）4月1日：国鉄分割民営化に伴い、北海道旅客鉄道（JR北海道）の駅となる。
- 2016年（平成28年）
  - 3月26日：同日のダイヤ改正に伴う普通列車の減便で音威子府駅 - 幌延駅間の普通列車が5往復から3往復となり、全普通列車が停車するようになる。
    - それ以前は通過する普通列車が存在し、上下各3本が停車した。

  - 8月下旬：JR北海道が幌延町に対し、当駅・下沼駅・糠南駅の3駅を2017年（平成29年）3月のダイヤ改正に合わせて廃止する方針を伝える[新聞 1]。
    - この方針に対し、町長の野々村仁は北海道新聞社の取材に「廃止の提案は極めて遺憾で、到底受け入れられない」と述べた[新聞 1]。
    - その後、幌延町は、「JR北海道の経費節減策又は費用確保策の全貌が明らかになり、沿線地域の対応の方向性が定まった時点で総合的に判断する」として、当駅含む3駅の維持費・管理費を負担して1年間存続させることを決定[新聞 2][幌延町 1]。
- 2017年（平成29年）1月：幌延町が平成29年度一般会計に前述の廃止打診3駅の維持管理費[注釈 1]として163万円（うち当駅分として60.8万円）を計上[幌延町 2][幌延町 3]。
  - ただし、沿線自治体で費用負担に対する考え方の足並みがそろっていないことから、2018年（平成30年）1月時点で、JR北海道から町への費用負担の請求はなかった[幌延町 3]。
- 2019年（令和元年）
  - 10月13日：開業60年を記念し、幌延町により待合所の外壁の塗り直しを実施[新聞 3]。
  - 12月3日：JR北海道が沿線自治体に対し、宗谷本線活性化推進協議会を通じて当駅含む29駅[注釈 2]について、自治体による維持管理もしくは費用負担による存続か、2021年（令和3年）3月での廃止かの方針を2020年3月までに報告するよう要請[新聞 4]。
- 2020年（令和2年）3月28日：幌延町が2021年度から、ふるさと納税等を原資とした町による維持管理に移行することを発表[幌延町 4]。
  - 当駅の存続理由について幌延町は「廃止容認2駅（安牛駅、上幌延駅）の中間点に位置すること[幌延町 4]」とした。
- 2021年（令和3年）4月：幌延町による維持管理に移行[JR北 1][新聞 5]。
- 2024年（令和6年）7月3日：駅舎補修費が新たに必要な状況となり、幌延町がJR北海道に対して2025年度の維持管理費を支出しないことを通知[新聞 6]。
- 2025年（令和7年）3月15日：利用者減少とダイヤ改正に伴い、廃止[JR北 2]。

### 駅名の由来
幌延駅の南方にあるため。なお、同地の字が「開進」となった1959年（昭和34年）の北海道告示には、同地について「南上幌」の通称があった旨が書かれている。

## 駅構造
単式ホーム1面1線を有する地上駅。ホームは線路の西側（稚内方面に向かって左手側）に存在する。分岐器を持たない棒線駅となっている。
開業時からの無人駅となっており、ホームの横の、踏切手前の位置に待合所を有している。この待合所は幌延町管理となっており建設年度は不明であるが、2019年（令和元年）10月9日の北海道新聞では「設置から40年以上たち」と紹介されている。
長らく待合所には駅の待合所である旨が書かれていなかったが、2017年（平成29年）ごろに地元住民により看板が設置された。また、2019年（令和元年）10月13日に開業60年を記念し幌延町により改修が行われ、外板には町による駅のイメージキャラクター「ミナミほろりんさん」が描かれた。
内部には「グリーン座席指定」と落書きされた木製ベンチがある。このほか除雪道具なども格納されている。
ホームは木製デッキ式で稚内方にスロープを有し駅施設外に連絡している。

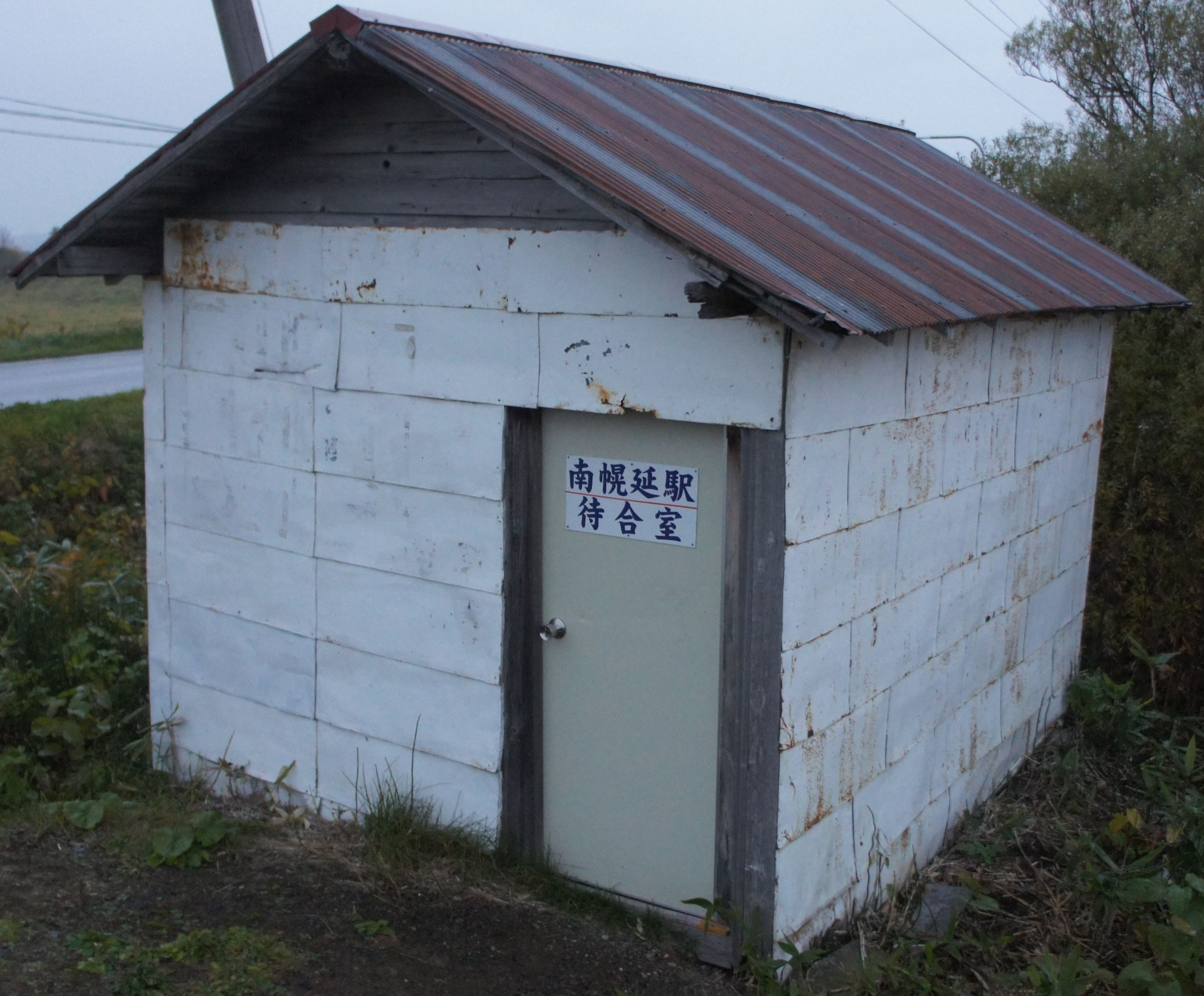
改修前の待合所（2017年10月）
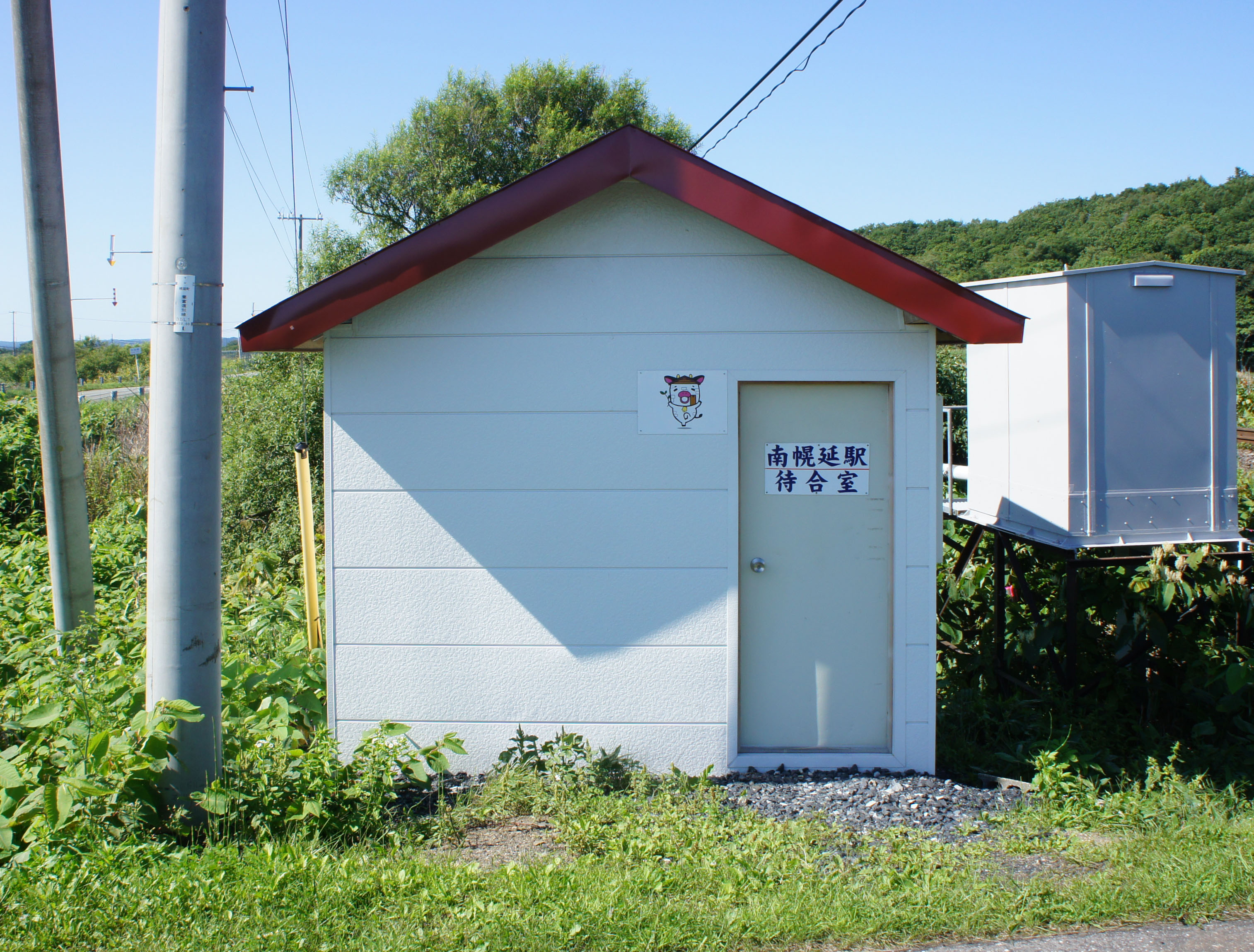
改修後の待合所（2020年8月）
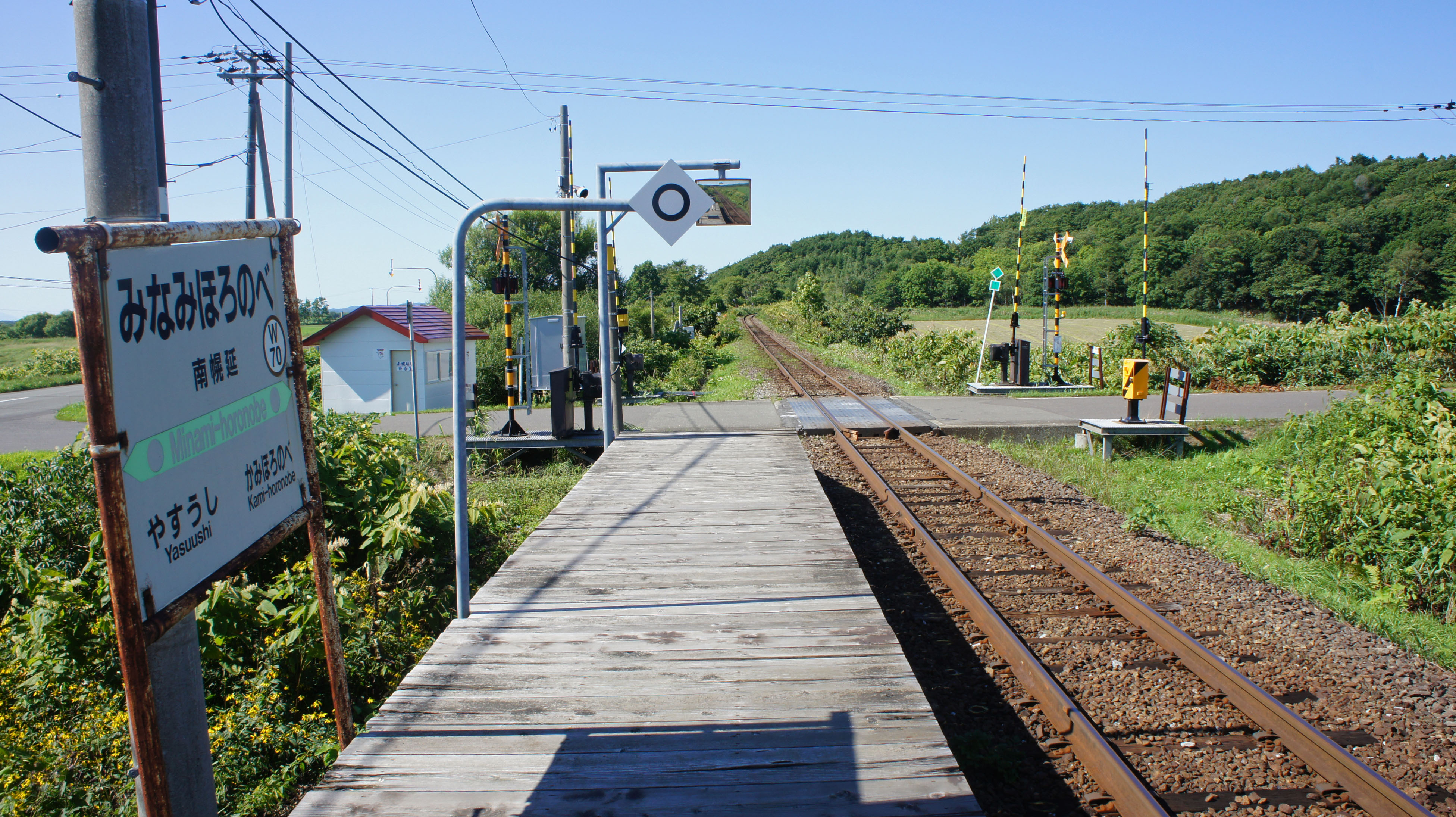
ホーム（2020年8月）
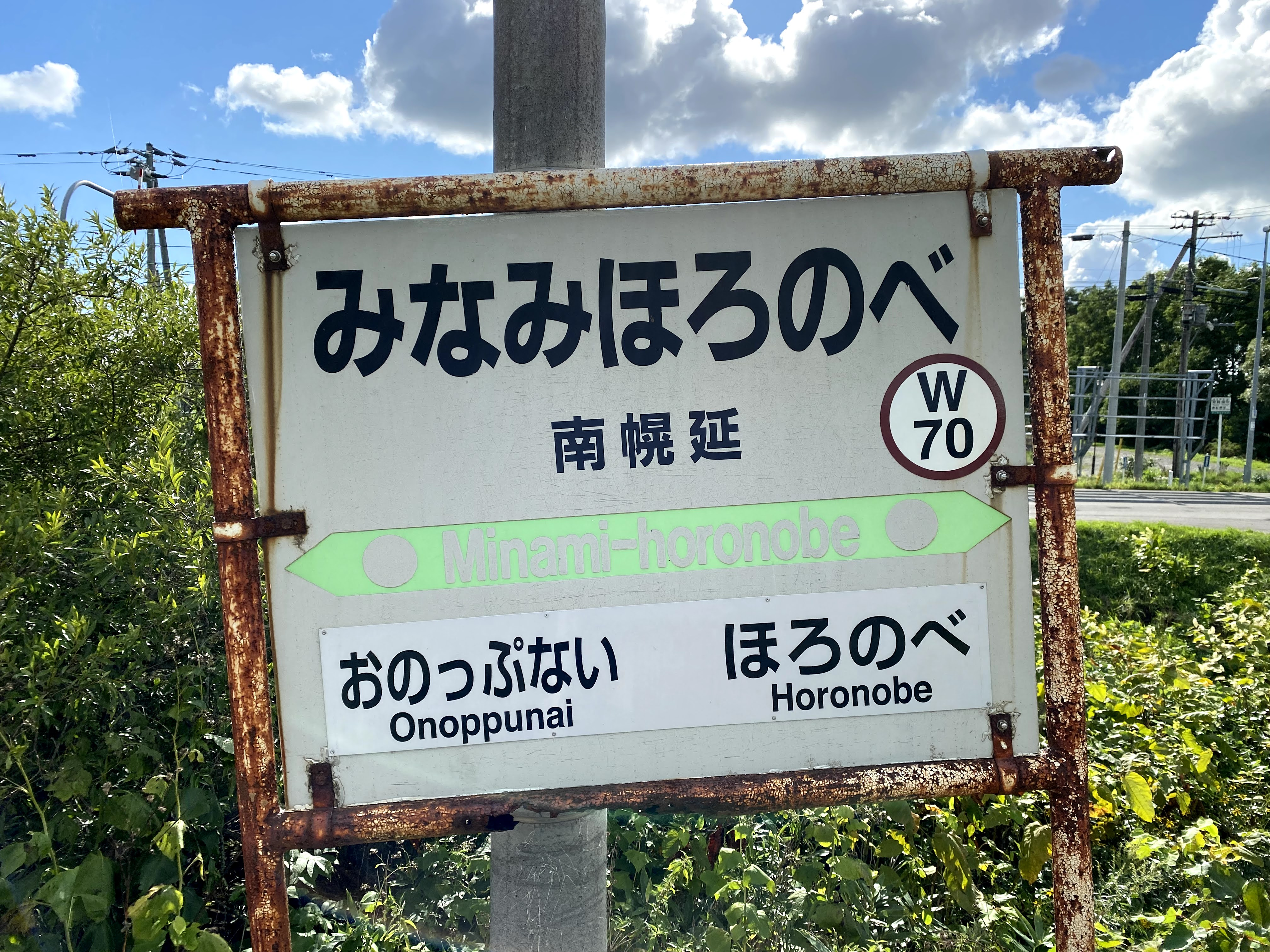
駅名標（2021年9月）

## 利用状況
2017年（平成29年）の北海道新聞記事では、旅行者が主な利用者とされている。
2017年（平成29年）1月発行の幌延町広報誌には、町による聞き取りで駅付近の住民が冬期間の通院・買い物に使用している旨が記載された。
乗車人員の推移は以下のとおり。乗降人員のみ判明している年については、2で除した値を括弧書きで記した。また、「JR調査」については、当該の年度を最終年とする過去5年間の各調査日における平均である。
| 年度               | 乗車人員 | 乗車人員 | 乗車人員 | 出典        | 備考        |
| 年度               | 年間     | 1日平均  | JR調査   | 出典        | 備考        |
| ------------------ | -------- | -------- | -------- | ----------- | ----------- |
| 1978年（昭和53年） |          | 12       |          | [ 8 ]       |             |
| 1992年（平成04年） |          | (1.0)    |          | [ 5 ]       | 乗降人員2人 |
| 2015年（平成27年） |          |          | 1名以下  | [ JR北 3 ]  |             |
| 2016年（平成28年） |          |          | 0.2      | [ JR北 4 ]  |             |
| 2017年（平成29年） |          |          | 0.0      | [ JR北 5 ]  |             |
| 2018年（平成30年） |          |          | 0.0      | [ JR北 6 ]  |             |
| 2019年（令和元年） |          |          | 0.0      | [ JR北 7 ]  |             |
| 2020年（令和02年） |          |          | 0.0      | [ JR北 8 ]  |             |
| 2021年（令和03年） |          |          | 0.0      | [ JR北 9 ]  |             |
| 2022年（令和04年） |          |          | 0.0      | [ JR北 10 ] |             |
| 2023年（令和05年） |          |          | 0.0      | [ JR北 11 ] |             |

## 駅周辺
駅周辺には2017（平成29年）時点で数軒の牧場があり、夏季は牛が草を食む姿が見られる。
- 北海道道256号豊富遠別線
- 南上幌延集会所
- 天塩高台大規模草地 - 天塩川対岸の天塩町域[7]。なお、周辺には架橋されていない。
- 天塩川

## 隣の駅
北海道旅客鉄道（JR北海道）
■宗谷本線
糠南駅 (W67) - *上雄信内駅 - （雄信内信号場） - *安牛駅 (W69) - *南幌延駅 (W70) - *上幌延駅 (W71) - 幌延駅 (W72)
*打消線は廃駅